# Gerhard Giebisch
Gerhard H. Giebisch (* 17. Januar 1927 in Wien; † 6. April 2020 in Branford, Connecticut) war ein US-amerikanischer Mediziner (Nephrologie) österreichischer Herkunft, der sich mit Nierenphysiologie und dem Elektrolyt-Stoffwechsel beschäftigte.
Giebisch studierte Medizin an der Universität Wien, wo er 1951 promoviert wurde. Zunächst wollte er Internist werden, vertiefte sich dazu auf Rat eines seiner Professoren erst in Grundlagenforschung in Physiologie, wozu er auch einige Monate bei Otto Spühler in Zürich studierte und sich dort der Nierenforschung zuwandte. Nach der Promotion lehrte er kurz Pharmakologie in Wien bei Franz von Brücke. Als Post-Doktorand war er 1952/53 am Milwaukee Hospital (Internship) und 1953 bis 1956 an der Cornell University (Medical College), zunächst bei Robert Pitts und 1955/56 als Instructor für Physiologie. 1956 war er Dozent für Pharmakologie an der Universität Wien und ab 1957 Assistant Professor, 1960 Associate Professor und ab 1965 Professor für Physiologie am Medical College der Cornell University. Ab 1968 war er Professor für Physiologie an der Yale University und 1968 bis 1973 Vorstand der Abteilung Physiologie. Ab 1970 war er Sterling Professor for Cellular and Molecular Physiology an der Yale University. 1974/75 war er Honorarprofessor an der Universität Lausanne.
Giebisch untersuchte insbesondere die molekularen und zellulären Grundlagen der Regulation des Kaliumhaushalts in der Niere. Dabei war er ein Pionier in der Anwendung von Mikropunktur-Techniken und Patch-Clamp-Techniken in der Nierenforschung.
1971 erhielt er den Homer Smith Award der American Society of Nephrology, 1980 die Johannes-Müller-Medaille der Deutschen Physiologischen Gesellschaft, 1988 die Franz-Volhard-Medaille der Deutschen Gesellschaft für Nephrologie. 1990 erhielt er den Ernst Jung-Preis, 1992 den A. N. Richards Award der International Society of Nephrology, 1994 den Berliner Award der American Society of Nephrology und 2006 deren John P. Peters Award. Er war Ehrendoktor der Universitäten Uppsala, Lausanne, Wien und Bern und der University of Connecticut. Er war Mitglied der American Academy of Arts and Sciences (1983), der National Academy of Sciences (1984) und der Leopoldina (1988). Seit 1981 war er korrespondierendes Mitglied der Österreichischen Akademie der Wissenschaften.
Giebisch hatte die US-Staatsbürgerschaft. Er war ab 1952 mit einer US-Amerikanerin verheiratet und hatte zwei Kinder.